# Trzecia rano
Trzecia rano – amerykański kryminał z 2001 roku.

## Główne role
- Sarita Choudhury - Box
- Michelle Rodriguez - Salgado
- Arjun G. Awtramani - Henry
- Sergej Trifunović - Rasha
- Danny Glover - Charles „Hershey” Riley
- Aasif Mandvi - Singh
- Eric Chan - Hyun
- Bobby Cannavale - Jose
- John Ortiz - Hector
- Marika Domińczyk - Cathy
- Bonz Malone - Zabójca
- Pam Grier - George
- Sixto Ramos - Eddie
- Bekir Kurtis - Rejiks
- Jack Dimich - Andri

## Fabuła
Nowy Jork, godzina 23.45. W firmie taksówkarskiej czterech pracowników wyrusza w drogę. W ciągu godziny wiele zmieni się w ich życiu. Singh zostaje zamordowany przez seryjnego zabójcę taksówkarzy. Hershey czuje, że dziewczyna go oszukuje i nie ma nad nią kontroli. Rasha ściga się z innym kierowcą taksówki i potrąca młodego chłopaka. Salgado wydaje się panować nad wszystkim. Zabija swojego pasażera myśląc, że to on był zabójcą.